# María Ponce
María Eugenia Ponce de Bianco (Tucumán, 6 luglio 1924 – Mar Argentino, 17 o 18 dicembre 1977) è stata un'attivista argentina e una delle fondatrici dell'associazione delle Madri di Plaza de Mayo, dedita a cercare i detenuti scomparsi durante il terrorismo di Stato in Argentina, motivo per il quale è stata sequestrata, torturata e assassinata.

## Biografia
Da giovane manifestò preoccupazioni sociali che la portarono ad affiliarsi al Partito comunista.
Il 24 marzo del 1976, con un colpo di Stato in Argentina si instaurò un regime fondato sul terrorismo di Stato. In quel periodo Ponce lasciò il Partito Comunista per unirsi all'ERP e collaborare con i parenti dei desaparecidos prendendo parte anche alle ronde di Plaza de Mayo che diedero origine all'associazione Madri di Plaza de Mayo.
Tra il giovedì 8 dicembre e il sabato 10 dicembre del 1977, il Grupo de tareas 3.3.2 (un'unità operativa composta da ufficiali e sottufficiali della Marina argentina) sotto il commando di Alfredo Astiz sequestrò un gruppo di 12 persone affiliate alle Madri di Plaza de Mayo. Tra loro c'era María Ponce insieme alle altre fondatrici Azucena Villaflor ed Esther Ballestrino, comprese le suore francesi Alice Domon e Léonie Duquet. 
Ponce, assieme alla maggior parte del gruppo, si trovava nel ritrovo abituale della Chiesa di Santa Croce ubicata nel quartiere di Santo Cristóbal della città di Buenos Aires. Da lì fu portata direttamente al centro clandestino di detenzione ubicato nella Scuola di Meccanica dell'Armata (ESMA) controllata dalla Marina Argentina, dove venne isolata nel settore denominato Capucha. Lì permase approssimativamente 10 giorni, periodo durante il quale venne costantemente torturata. Nella relazione di Nunca Más, i testimoni Maggio e Cubas, sopravvissuti dell'ESMA raccontarono quello che sapevano sulla sua sorte:
Probabilmente il giorno 17 o 18 dicembre del 1977 Ponce e il resto del gruppo furono trasferite all'aeroporto militare che si trovava nell'estremo sud dell'Aeroparco di Buenos Aires, caricate su un aereo della Marina Militare, sedate e gettate vive in mare al largo di Santa Teresita, dove morirono per via dell'impatto con l'acqua.

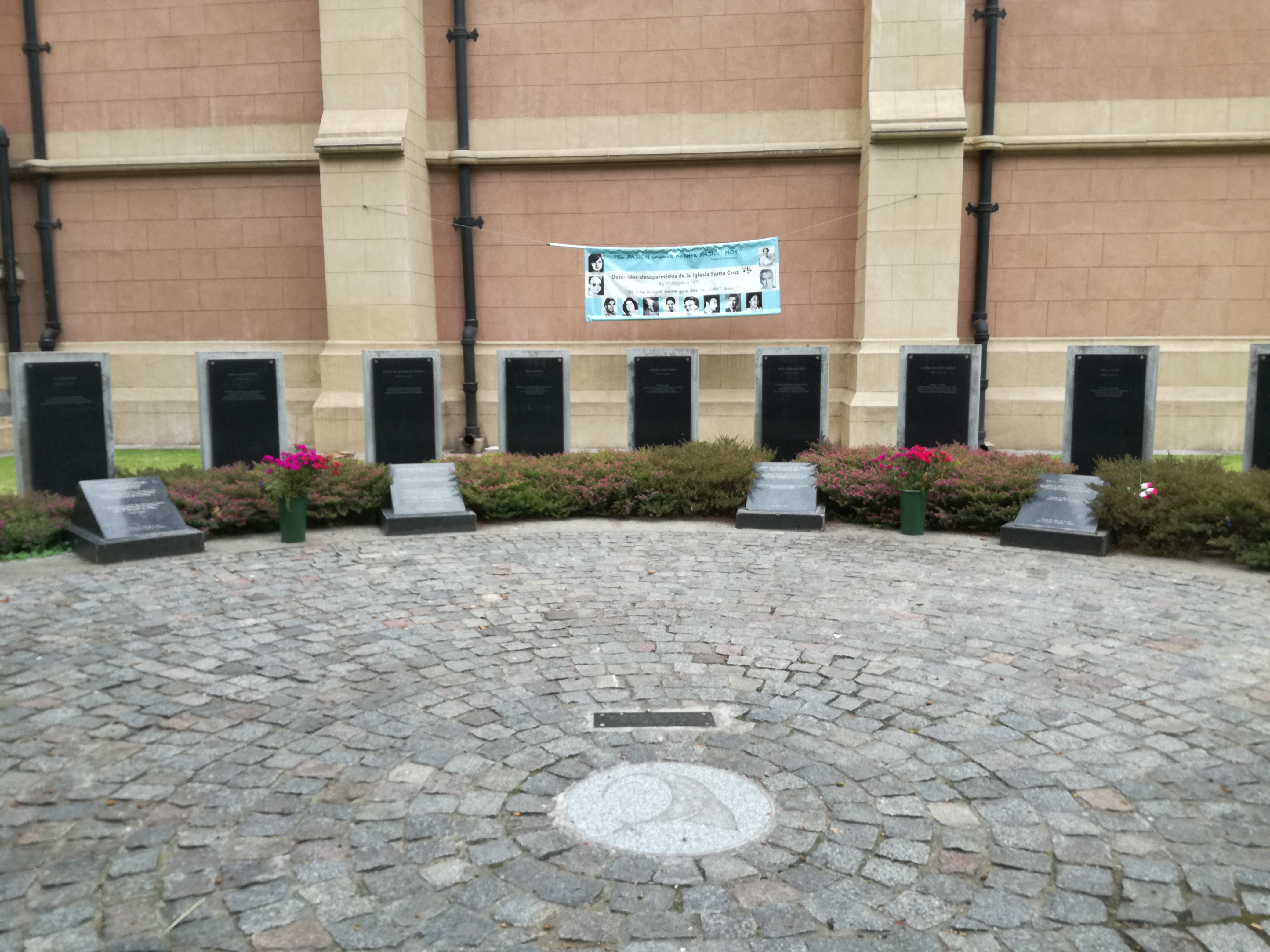
Memoriale nella Chiesa della Santa Croce, dove si trovano i resti di María Ponce vicini a quelli di Azucena Villaflor, Esther Ballestrino e Léonie Duquet.

## Morte, riconoscimento e sepoltura
Il 20 dicembre del 1977, sulle spiagge della provincia di Buenos Aires all'altezza delle terme di Santa Teresita e Mare del Tuyú, iniziarono ad emergere dei cadaveri provenienti del mare. I medici legali che esaminarono i corpi in quell'occasione notificarono che la causa della morte era dovuta allo "scontro contro degli oggetti duri a seguito di una caduta da una grande altezza", come indicavano le fratture delle ossa. Senza ulteriori indagini, le autorità locali disposero immediatamente che i corpi fossero tumulati con la sigla di NN (ignoti) nel cimitero della vicina città di General Lavalle.
Nel 1984, nell'ambito dell'indagine della CONADEP e del processo alla Giunta Militare Argentina, vennero effettuati degli scavi nel cimitero di General Lavalle, dove furono rinvenuti un gran numero di resti ossei dei cadaveri trovati sulle spiagge di San Bernardo e Lucila del Mar. Questi resti furono usati come prove nel processo delle Commissioni e poi conservati in 16 sacchi.
Da quel momento in poi il giudice Horacio Cattani iniziò a occuparsi di casi sugli scomparsi sempre più numerosi. Nonostante la legge del punto finale e quella dell'obbedienza dovuta volte a paralizzare le indagini, nel 1995 Cattani riuscì ad allestire un archivio di 40 metri quadrati per custodire tutte quelle prove.
Nel 2003 il sindaco di General Lavalle riferì che nuove tombe di ignoti erano state collocate nel cimitero cittadino. Il giudice Cattani quindi ordinò l'esecuzione di nuovi scavi da parte della squadra di antropologia forense argentina (EAAF), scoprendo due file di tombe, una sopra l'altra. Furono così scoperti 8 scheletri, 5 corrispondenti a donne, 2 corrispondenti a uomini e uno classificato come GL-17 definito "probabilmente maschio".
Cattani inviò le ossa al Laboratorio di immunogenetica e diagnosi molecolare (LIDMO) di Córdoba, appartenente all'EAAF. I risultati del laboratorio stabilirono che i resti appartenevano al gruppo di ostaggi rapiti tra l'8 e il 10 dicembre 1977. L'8 luglio 2005 il giudice Cattani ricevette la relazione in cui si stabiliva che uno dei resti individuati apparteneva a María Ponce.
Il 24 luglio 2005, 28 anni dopo essere stata uccisa, María Ponce de Bianco venne sepolta nel giardino della chiesa di Santa Croce a Buenos Aires accanto a Esther Ballestrino, una delle tre madri rapite insieme a lei. In seguito vi furono sepolte anche suor Léonie Duquet e l'attivista Ángela Auad. Le ceneri di Azucena Villaflor furono invece sparse in Plaza de Mayo.

## Insabbiamento da parte del governo degli Stati Uniti
Alcuni documenti segreti del governo degli Stati Uniti declassificati nel 2002 dimostrano che il governo statunitense sapeva sin dal 1978 che i corpi senza vita delle monache francesi Alice Domon e Léonie Duquet e delle madri di Plaza de Mayo Azucena Villaflor, Esther Ballestrino e María Ponce erano stati trovati sulle spiagge di Buenos Aires. Queste informazioni vennero tenute segrete e non furono mai comunicate al governo argentino. Il dato era incluso nel Documento N.º 1978-BUENOS-02346 Indirizzato dall'allora ambasciatore degli Stati Uniti in Argentina Raúl Castro al Segretario di Stato degli Stati Uniti. Il documento è datato il 30 marzo 1978 e menziona come oggetto "Rapporto sulle suore morte".